# Потери самолётов США над Северным Вьетнамом (сентябрь—октябрь 1967)
В данном списке перечислены американские самолёты, потерянные при выполнении боевых заданий над Северным Вьетнамом в ходе Вьетнамской войны в период с сентября по октябрь 1967 года. Приведены только потери, удовлетворяющие следующим условиям:
- потеря является безвозвратной, то есть самолёт уничтожен или списан из-за полученных повреждений;
- потеря понесена по боевым или небоевым причинам в регионе Юго-Восточной Азии (включая Северный Вьетнам, Южный Вьетнам, Лаос, Камбоджу, Таиланд, Японию, Китай) и связана с боевыми операциями против Северного Вьетнама (Демократической Республики Вьетнам);
- потерянный самолёт состоял на вооружении Военно-воздушных сил, Военно-морских сил, Корпуса морской пехоты или Армии Соединённых Штатов Америки;
- потеря произошла в период между 1 сентября и 31 октября 1967 года.

Список составлен на основе открытых источников. Приведённая в нём информация может быть неполной или неточной, а также может не соответствовать официальным данным министерств обороны США и СРВ. Тем не менее, в нём перечислены почти все самолёты, члены экипажей которых погибли или попали в плен. Неполнота связана в основном с теми самолётами, члены экипажей которых были эвакуированы поисково-спасательными службами США, а также с самолётами, потерянными вне пределов Северного Вьетнама (в этом случае не всегда возможно определить, была ли потеря связана с операциями именно против этой страны).
Список не затрагивает потери американской авиации, понесённые в операциях против целей на территории Южного Вьетнама, Лаоса и Камбоджи. Список составлялся без использования данных монографии Кристофера Хобсона «Vietnam Air Losses».

## Потери

### Сентябрь
- 2 сентября 1967 — F-105D «Тандерчиф» (сер. номер 62-4338, 333-я тактическая истребительная эскадрилья ВВС США). Сбит зенитным огнём над провинцией Куангбинь. Пилот погиб.
- 3 сентября 1967 — F-105D «Тандерчиф» (сер. номер 61-0078, 469-я тактическая истребительная эскадрилья ВВС США). Сбит зенитным огнём. Пилот катапультировался и погиб при невыясненных обстоятельствах.
- 5 сентября 1967 — F-4C «Фантом» II (сер. номер 65-0723, 555-я тактическая истребительная эскадрилья ВВС США). Сбит над провинцией Куангбинь. Оба члена экипажа погибли.
- 5 сентября 1967 — F-4C «Фантом» II (сер. номер 63-7547, 557-я тактическая истребительная эскадрилья ВВС США). Сбит над провинцией Куангбинь. Оба члена экипажа погибли.
- 11 сентября 1967 — B-57 «Канберра» (ВВС США). Обстоятельства потери неизвестны. Один из членов экипажа попал в плен, другой погиб.
- 16 сентября 1967 — RF-101C «Вуду» (сер. номер 56-0181, 20-я тактическая разведывательная эскадрилья ВВС США). Сбит в районе Шонла зенитным огнём или ЗРК по американским данным, истребителем МиГ-21 по вьетнамским. Пилот спасён.
- 16 сентября 1967 — RF-101C «Вуду» (сер. номер 56-0180, 20-я тактическая разведывательная эскадрилья ВВС США). Сбит в районе Шонла истребителем МиГ-21. Пилот попал в плен.
- 17 сентября 1967 (ночь) — RF-4C «Фантом» II (сер. номер 64-1037, 12-я тактическая разведывательная эскадрилья ВВС США). Пропал севернее демилитаризованной зоны, предположительно сбит. Оба члена экипажа считаются погибшими.
- 17 сентября 1967 — RF-4C «Фантом» II (12-я тактическая разведывательная эскадрилья ВВС США). Сбит в районе Шонла ЗРК по американским данным или истребителем МиГ-21 по вьетнамским. Оба члена экипажа попали в плен.
- 18 сентября 1967 — A-4C «Скайхок» (номер 149590, 34-я штурмовая эскадрилья ВМС США). Сбит ЗРК. Пилот спасён.
- 19 сентября 1967 — F-4D «Фантом» II (сер. номер 66-7533, 435-я тактическая истребительная эскадрилья ВВС США). Подбит зенитным огнём, упал на территории Таиланда. Оба члена экипажа катапультировались; один из них спасён, информация о другом противоречива (скорее всего, тоже спасён).
- 21 сентября 1967 — RF-8G «Крусейдер» (ВМС США). Сбит зенитным огнём в районе Хайфона. Пилот попал в плен, где умер.

### Октябрь
- 3 октября 1967 — F-4D «Фантом» II (сер. номер 66-7564, 435-я тактическая истребительная эскадрилья ВВС США). Сбит в районе Каобанг, по американским данным — истребителем МиГ-21, что не подтверждается вьетнамскими данными. Оба члена экипажа спасены.
- 3 октября 1967 — F-105D «Тандерчиф» (сер. номер 59-1824, ВВС США). Упал в Тонкинский залив по небоевой причине. Пилот погиб.
- 3 октября 1967 — F-105D «Тандерчиф» (сер. номер 59-1727, 44-я тактическая истребительная эскадрилья ВВС США). Подбит ЗРК, упал в районе Хайфона. Пилот попал в плен.
- 4 октября 1967 — A-4C «Скайхок» (номер 149619, 15-я штурмовая эскадрилья ВМС США). Сбит зенитным огнём в районе Хайфона. Пилот попал в плен.
- 4 (5?) октября 1967 — F-105F «Уайлд Уизл» II (сер. номер 63-8346, 13-я тактическая истребительная эскадрилья ВВС США). Потерян над провинцией Виньфу, возможно, сбит зенитным огнём. Оба члена экипажа погибли.
- 5 октября 1967 — F-8C «Крусейдер» (ВМС США). Сбит, обстоятельства потери неизвестны. Пилот попал в плен.
- 5 октября 1967 — F-105D «Тандерчиф» (сер. номер 58-1169, 13-я тактическая истребительная эскадрилья ВВС США). Сбит зенитным огнём северо-западнее Кеп. Пилот попал в плен.
- 7 октября 1967 — F-4D «Фантом» II (сер. номер 65-0727, 555-я тактическая истребительная эскадрилья ВВС США). Сбит ЗРК или истребителем МиГ-21. Один из членов экипажа погиб, другой попал в плен.
- 7 октября 1967 — F-105F «Уайлд Уизл» II (сер. номер 63-8330, 13-я тактическая истребительная эскадрилья ВВС США). Подбит истребителем МиГ-21, упал в Тонкинский залив в территориальных водах Южного Вьетнама. Оба члена экипажа спасены.
- 7 октября 1967 — F-105D «Тандерчиф» (сер. номер 60-0444, 34-я тактическая истребительная эскадрилья ВВС США). Сбит над провинцией Хабак. Пилот катапультировался и погиб при невыясненных обстоятельствах.
- 7 октября 1967 — A-4E «Скайхок» (номер 152086, 164-я штурмовая эскадрилья ВМС США). Сбит ЗРК. Пилот погиб.
- 8 октября 1967 — F-4C «Фантом» II (сер. номер 63-7645, 433-я тактическая истребительная эскадрилья ВВС США). Столкнулся с другим самолётом над территорией Таиланда, возвращаясь из боевого вылета. Оба члена экипажа спасены.
- 9 октября 1967 — F-105D «Тандерчиф» (сер. номер 60-0434, 34-я тактическая истребительная эскадрилья ВВС США). Сбит северо-западнее Тэйнгуен, по американской версии — истребителем МиГ-21, что не подтверждается вьетнамскими данными. Пилот попал в плен.
- 12 октября 1967 — F-4C «Фантом» II (557-я тактическая истребительная эскадрилья ВВС США). Столкнулся с землёй во время атаки цели. Оба члена экипажа погибли.
- 13 октября 1967 — F-4B «Фантом» II (номер 150477, 323-я истребительно-бомбардировочная эскадрилья Корпуса морской пехоты США). Информация о причинах потери отсутствует. Оба члена экипажа попали в плен.
- 14 октября 1967 — RA-3B «Скайуорриор» (номер 144844, 61-я эскадрилья фоторазведки ВМС США). Упал в Тонкинский залив в районе острова Хонме. Один из членов экипажа погиб, два других предположительно спасены.
- 17 октября 1967 — A-4E «Скайхок» (номер 152038, 155-я штурмовая эскадрилья ВМС США). Причины потери неизвестны. Пилот погиб.
- 17 октября 1967 — F-105D «Тандерчиф» (сер. номер 61-0205, 34-я тактическая истребительная эскадрилья ВВС США). Сбит зенитным огнём северо-восточнее Ханоя. Пилот попал в плен.
- 17 октября 1967 — F-105D «Тандерчиф» (сер. номер 62-4326, 34-я тактическая истребительная эскадрилья ВВС США). Сбит зенитным огнём. Пилот попал в плен.
- 17 октября 1967 — F-105D «Тандерчиф» (сер. номер 60-0425, 34-я тактическая истребительная эскадрилья ВВС США). Сбит зенитным огнём. Пилот попал в плен.
- 18 октября 1967 — A-4E «Скайхок» (номер 152048, 164-я штурмовая эскадрилья ВМС США). Сбит зенитным огнём в районе Хайфона. Пилот погиб.
- 22 октября 1967 — A-4E «Скайхок» (номер 150116, 163-я штурмовая эскадрилья ВМС США). Сбит зенитным огнём или ЗРК в районе Хайфона, упал в Тонкинский залив. Пилот погиб.
- 24 октября 1967 — F-4B «Фантом» II (номер 150421, 151-я истребительная эскадрилья ВМС США). Сбит ЗРК. Один из членов экипажа попал в плен, другой погиб.
- 24 октября 1967 — F-4B «Фантом» II (номер 150995, 151-я истребительная эскадрилья ВМС США). Сбит ЗРК. Оба члена экипажа попали в плен.
- 24 октября 1967 — F-105D «Тандерчиф» (сер. номер 62-4262, 354-я тактическая истребительная эскадрилья ВВС США). Сбит зенитным огнём в районе Кеп. Пилот спасён.
- 24 октября 1967 — A-4E «Скайхок» (номер 149963, 163-я штурмовая эскадрилья ВМС США). Подбит зенитным огнём в районе Хайфона, упал в Тонкинский залив. Пилот спасён.
- 25 октября 1967 — A-4E «Скайхок» (номер 150086, 163-я штурмовая эскадрилья ВМС США). Сбит предположительно зенитным огнём севернее Ханоя. Пилот погиб.
- 25 октября 1967 — F-105D «Тандерчиф» (сер. номер 59-1735). Сбит зенитным огнём в районе Фук-Йен. Пилот попал в плен.
- 25 октября 1967 — F-105D «Тандерчиф» (сер. номер 58-1168, ВВС США). Сбит зенитным огнём над Ханоем. Пилот попал в плен.
- 26 октября 1967 — A-4E «Скайхок» (номер 150059, 155-я штурмовая эскадрилья ВМС США). Сбит ЗРК в районе Ханоя. Пилот попал в плен.
- 26 октября 1967 — A-4E «Скайхок» (номер 149959, 163-я штурмовая эскадрилья ВМС США). Сбит зенитным огнём или ЗРК над Ханоем. Пилот Джон Маккейн попал в плен.
- 26 октября 1967 — F-8E «Крусейдер» (ВМС США). Сбит западнее Ханоя. Пилот попал в плен.
- 27 октября 1967 — F-4D «Фантом» II (сер. номер 66-7513, ВВС США). Сбит зенитным огнём в районе Ханоя. Один из членов экипажа попал в плен, другой погиб.
- 27 октября 1967 — F-105D «Тандерчиф» (сер. номер 61-0122, ВВС США). Сбит ЗРК в районе Ханоя. Пилот попал в плен.
- 27 октября 1967 — F-105D «Тандерчиф» (сер. номер 61-0126, 469-я тактическая истребительная эскадрилья ВВС США). Сбит ЗРК или зенитным огнём юго-западнее Ханоя. Пилот попал в плен.
- 27 (29?) октября 1967 — F-105D «Тандерчиф» (сер. номер 62-4231, 469-я тактическая истребительная эскадрилья ВВС США). Сбит ЗРК над Ханоем. Пилот попал в плен.
- 28 октября 1967 — F-105D «Тандерчиф» (сер. номер 61-0169, 357-я тактическая истребительная эскадрилья ВВС США). Сбит зенитным огнём южнее Ханоя. Пилот попал в плен.
- 30 октября 1967 — F-4B «Фантом» II (номер 150629, 142-я истребительная эскадрилья ВМС США). Сбит собственной ракетой «воздух—воздух». Оба члена экипажа спасены.
- 31 октября 1967 — A-6A «Интрудер» (номер 152601, 242-я всепогодная штурмовая эскадрилья Корпуса морской пехоты США). Сбит в районе Ханоя. Оба члена экипажа погибли.

## Общая статистика
По состоянию на 21 марта 2025 года в списке перечислены следующие потери:
| Самолёты          | #  |
| A-3               | 1  |
| A-4               | 10 |
| A-6               | 1  |
| B-57              | 1  |
| F-4               | 14 |
| F-8               | 3  |
| F-105             | 19 |
| RF-101C           | 2  |
| Итого: 51 самолёт |    |

Эти данные не являются полными и могут меняться по мере дополнения списка.